# Orschwiller
Orschwiller (deutsch Orschweiler) ist eine französische Gemeinde mit 615 Einwohnern (Stand 1. Januar 2021) im Département Bas-Rhin in der Region Grand Est (bis 2015 Elsass). Sie liegt in der Agglomeration zwischen Sélestat und Ribeauvillé und gehört der Communauté de communes de Sélestat an. Oberhalb der Ortschaft liegt die Hohkönigsburg.
Die Gemeindeverwaltung ist in einem Fachwerkhaus untergebracht, von denen es in Orschwiller viele gibt. Außerhalb des besiedelten Gebietes steht die Kirche Saint-Maurice, die auch von der Nachbargemeinde Saint-Hippolyte beansprucht wird. Weitere Denkmäler sind in der entsprechenden Liste aufgeführt.
Orschwiller ist ein Weindorf an der Elsässer Weinstraße. Seine teilweise zur Nachbarortschaft Kintzheim gehörende Weinlage Praelatenberg ist eine Alsace-Grand-Cru-Lage.

## Bevölkerungsentwicklung
| Jahr      | 1962 | 1968 | 1975 | 1982 | 1990 | 1999 | 2006 | 2013 |
| Einwohner | 500  | 513  | 494  | 605  | 562  | 535  | 564  | 633  |

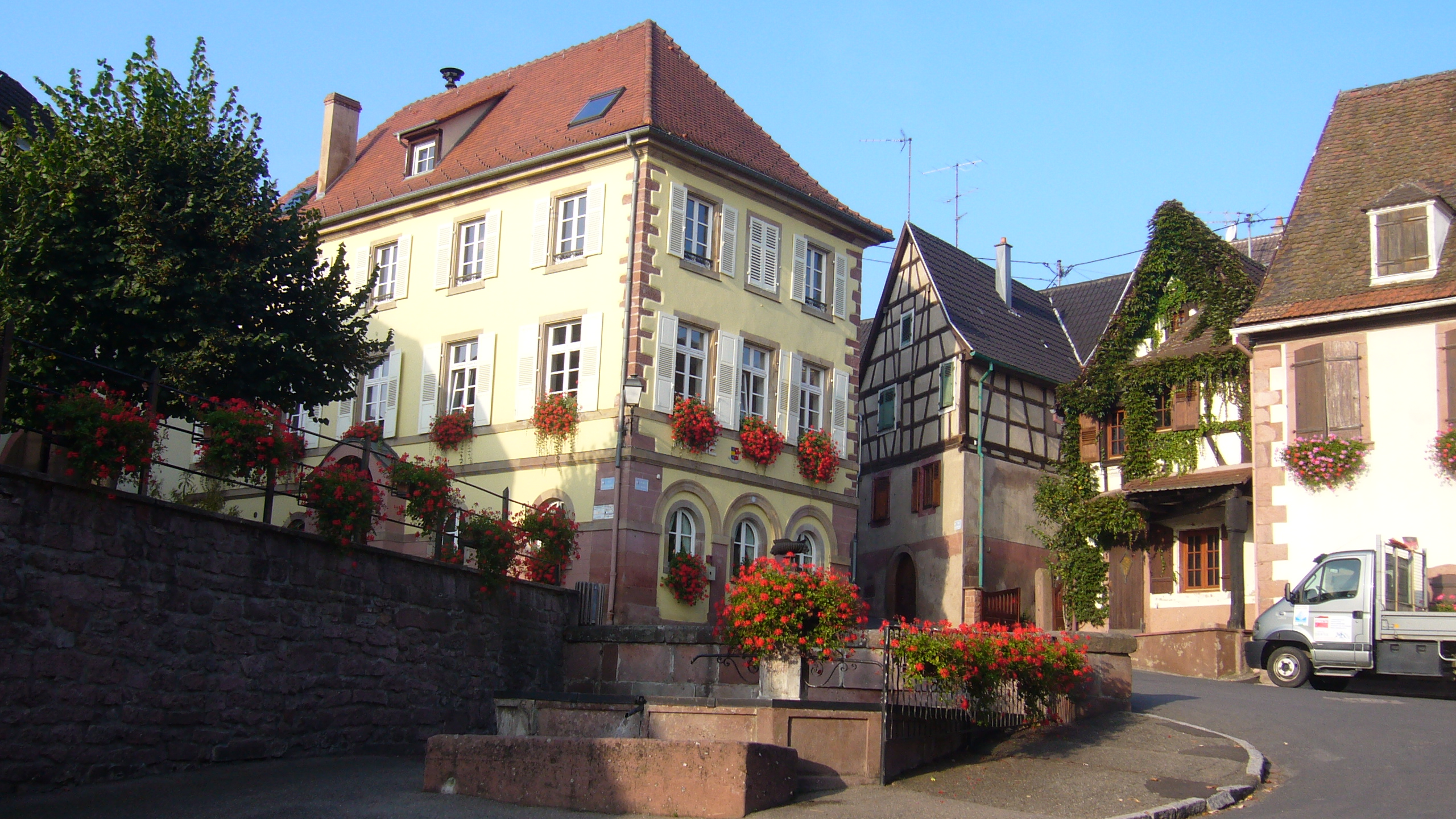
Mairie Orschwiller
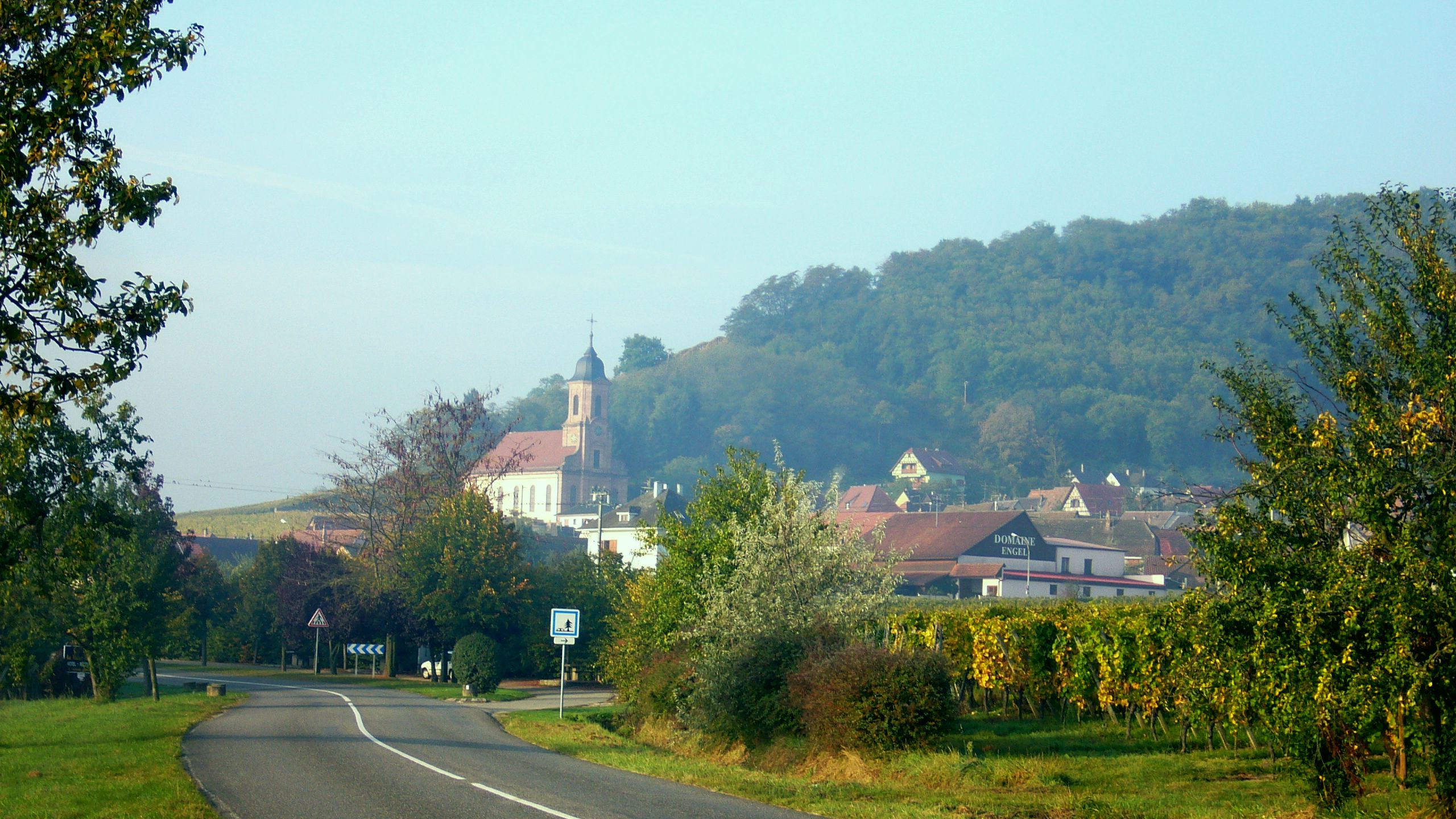
Ortseingang von Kintzheim aus
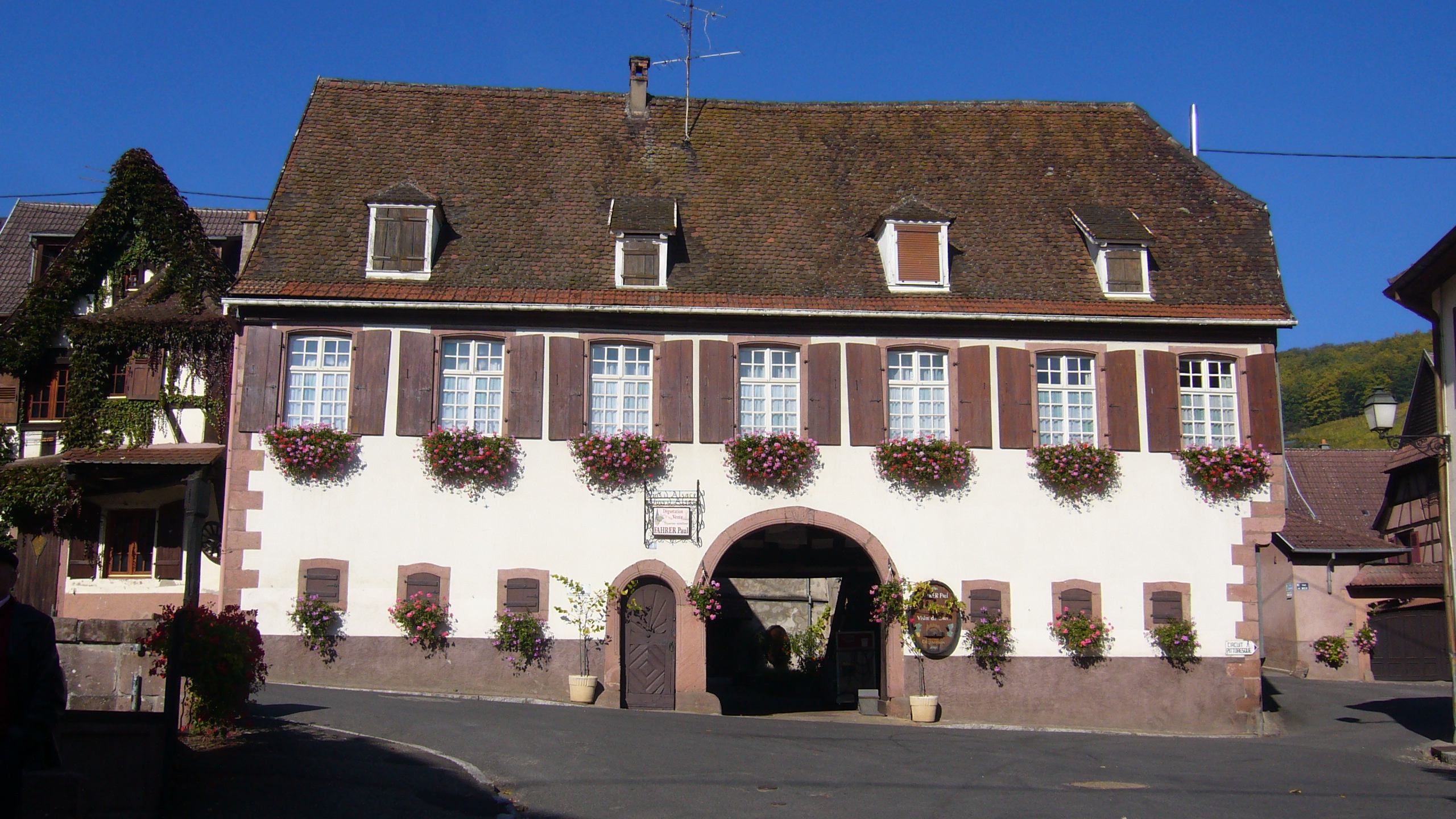
Haus von 1726
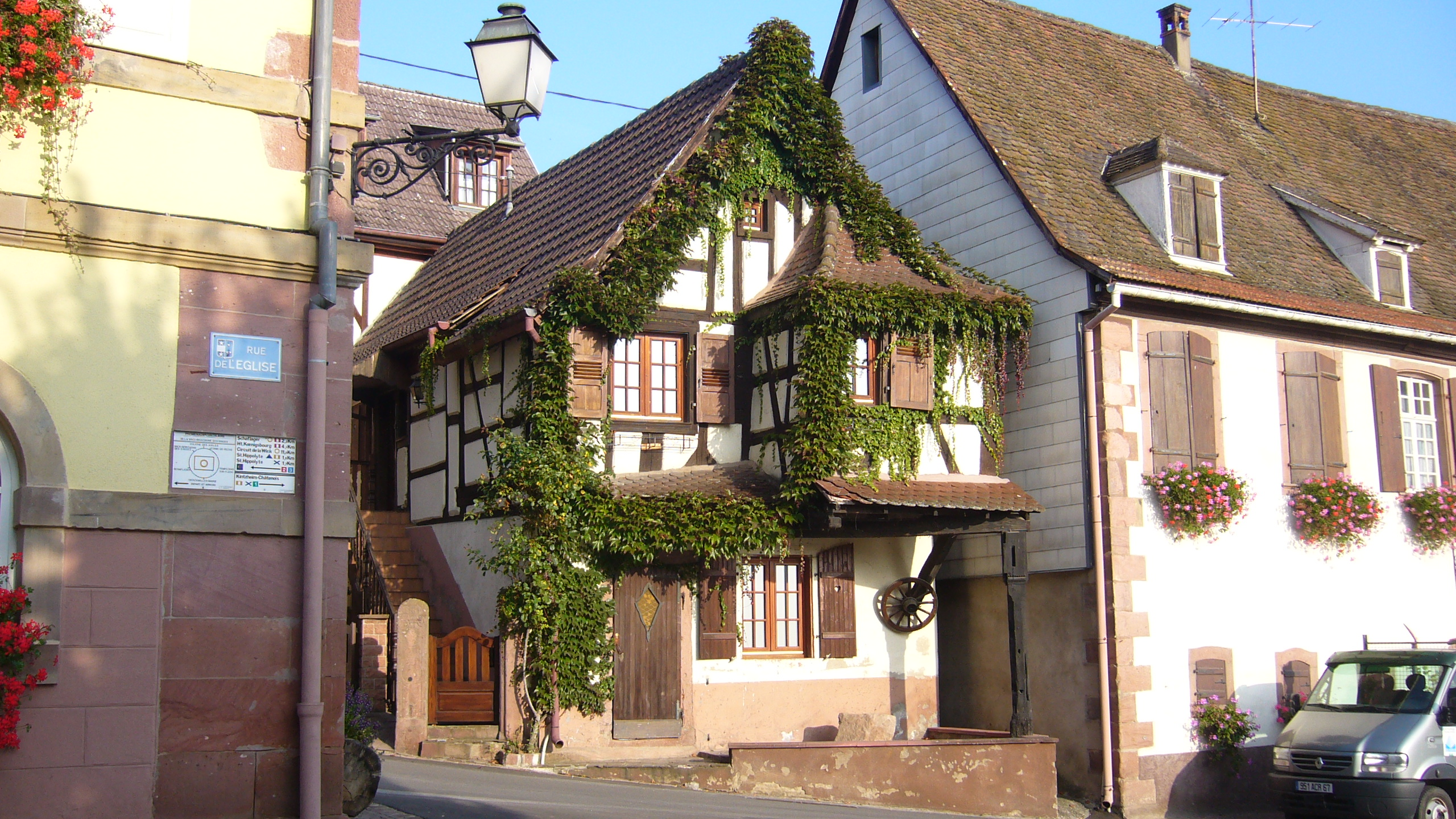
Haus von 1793
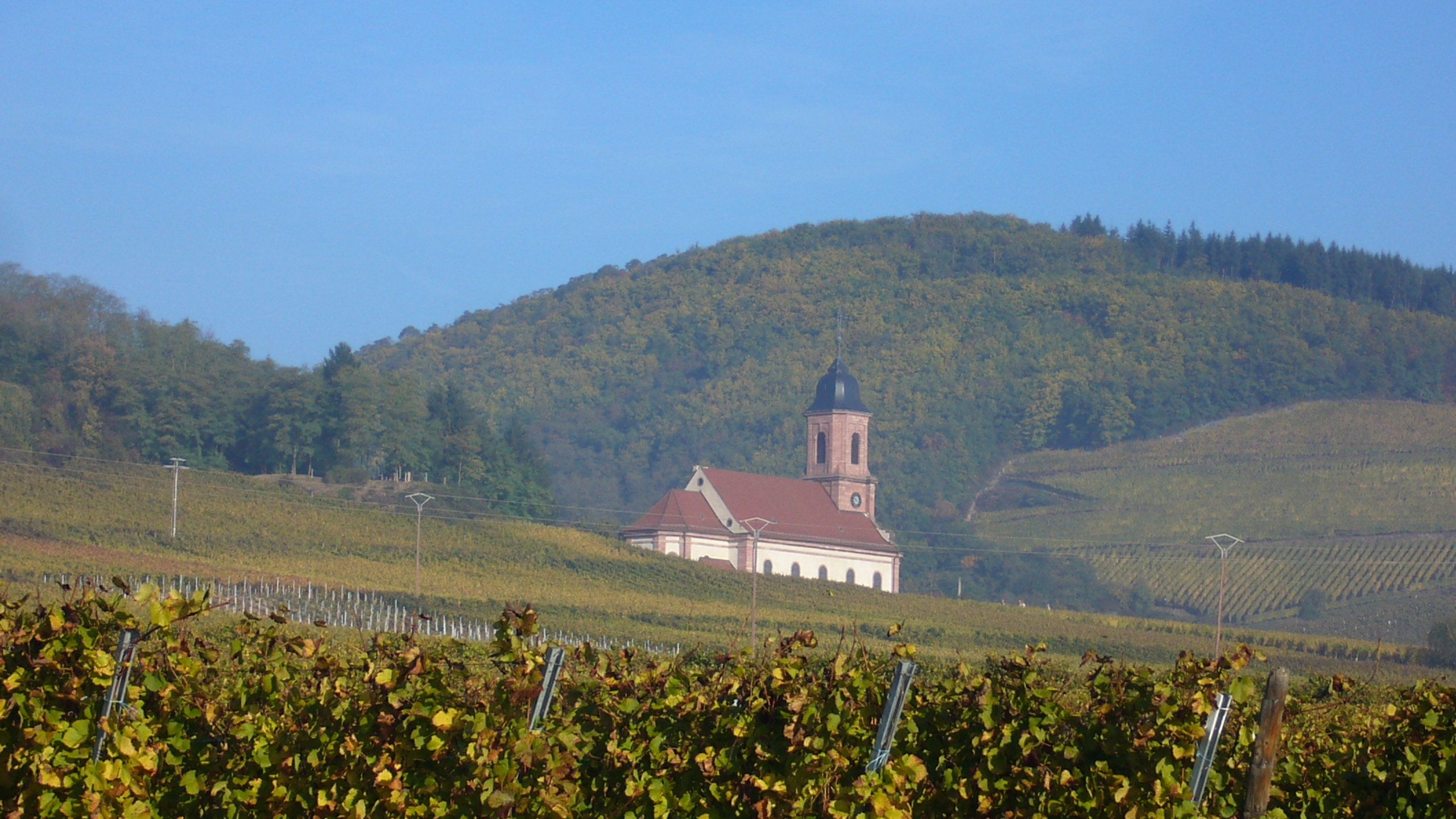
Außerhalb liegende Kirche St. Maurice